# Cot Taleue Paku
Cot Taleue Paku är ett berg i Indonesien.   Det ligger i provinsen Aceh, i den västra delen av landet, 1 800 km nordväst om huvudstaden Jakarta. Toppen på Cot Taleue Paku är 382 meter över havet.
Terrängen runt Cot Taleue Paku är varierad.Runt Cot Taleue Paku är det glesbefolkat, med 17 invånare per kvadratkilometer. I omgivningarna runt Cot Taleue Paku växer i huvudsak städsegrön lövskog.